# Paradosso di Algol
In astronomia, il paradosso di Algol si riferisce alla situazione apparentemente paradossale in cui si trovano a volte le componenti di una stella binaria che sembrano essersi evolute in modo difforme da quanto prevedono le più affermate teorie scientifiche sull'argomento. Tali teorie predicono che la velocità di evoluzione di una stella dipenda dalla sua massa: tanto più una stella è massiccia, tanto più rapida sarà la sua evoluzione e, quindi, tanto minore sarà il tempo da essa trascorso nella sequenza principale, prima di evolvere in una subgigante o gigante.
Nel caso di Algol (β Persei) e di alcune altre stelle binarie viene osservato l'opposto: la stella meno massiccia è già giunta allo stadio di subgigante, mentre quella più massiccia si trova ancora nella sequenza principale. La situazione sembra paradossale in quanto le componenti di una stella binaria di solito nascono approssimativamente nello stesso tempo e quindi hanno età simili. Pertanto la stella più massiccia dovrebbe essere quella più evoluta.
Il paradosso è risolto dal fatto che in binarie come queste vi è un trasferimento di materia da una stella all'altra. La stella più massiccia al termine della sua permanenza nella sequenza principale, comincia ad aumentare di dimensioni. Se essa si trova in un sistema binario stretto, può fuoriuscire dal suo lobo di Roche, cioè i suoi strati più esterni subiscono un'attrazione gravitazionale dalla compagna maggiore di quanto sia quella fornita dalla stella stessa. Il processo di trasferimento altera la normale evoluzione che le due componenti avrebbero avuto se fossero state stelle singole: questo trasferimento ha infatti come risultato che la stella inizialmente meno massiccia diviene quella più massiccia. In alcune binarie simili ad Algol è possibile osservare il trasferimento di gas da una stella all'altra.